# Bulgan tartomány
Bulgan tartomány (mongolul: Булган аймаг) Mongólia huszonegy tartományának (ajmag) egyike. Az ország északi részén terül el, székhelye Bulgan.
- Terület – 48 700 km2
- Népesség – 61 149 fő (2016)[1]
- Népsűrűség – 1,26 fő/km²
- Alapítás éve – 1938
- Tartományi székhely Cecerleg.

## Földrajz
Nyugaton Hövszgöl- és Észak-Hangáj-, délen Dél-Hangáj-, keleten Szelenga-, Orhon- és a Központi tartománnyal, valamint északon Oroszországgal határos.
A tartomány legnagyobb része hegyes vidék. Hegyei csak néhol emelkednek 2000 m fölé, az északi hegyeket erdő borítja. Az összterület mintegy 20% erdő, de legnagyobb része az erdős sztyepp övezetbe tartozik, délen a száraz füves puszta a jellemző. 
Bulgan tartományban folyik Mongólia két nagy folyója: északon a Szelenga, délebbre az Orhon. Itt ömlik a Szelengába a Hanuj és a Hövszgöl-tóból kiinduló Eg folyó (Эгийн гол, 475 km). A Szelenga völgyét északon a Bütél-hegység (Бүтээлийн нуруу) kíséri, délen a Büren-hegység (Бүрэнгийн нуруу) választja el az Orhontól; északkeleti csapású vonulataik Szelenga tartományba is átnyúlnak. A tartomány délkeleti határán folyik a Tola (Туул гол), melyet a Bürget-hegység (Бүргэт уул) választ el főfolyójától, az Orhontól.
A tartományban számos értékes ásványi kincs lelőhelye, köztük arany-, rézérc és más színesfémérc lelőhelye ismeretes.

## Járások

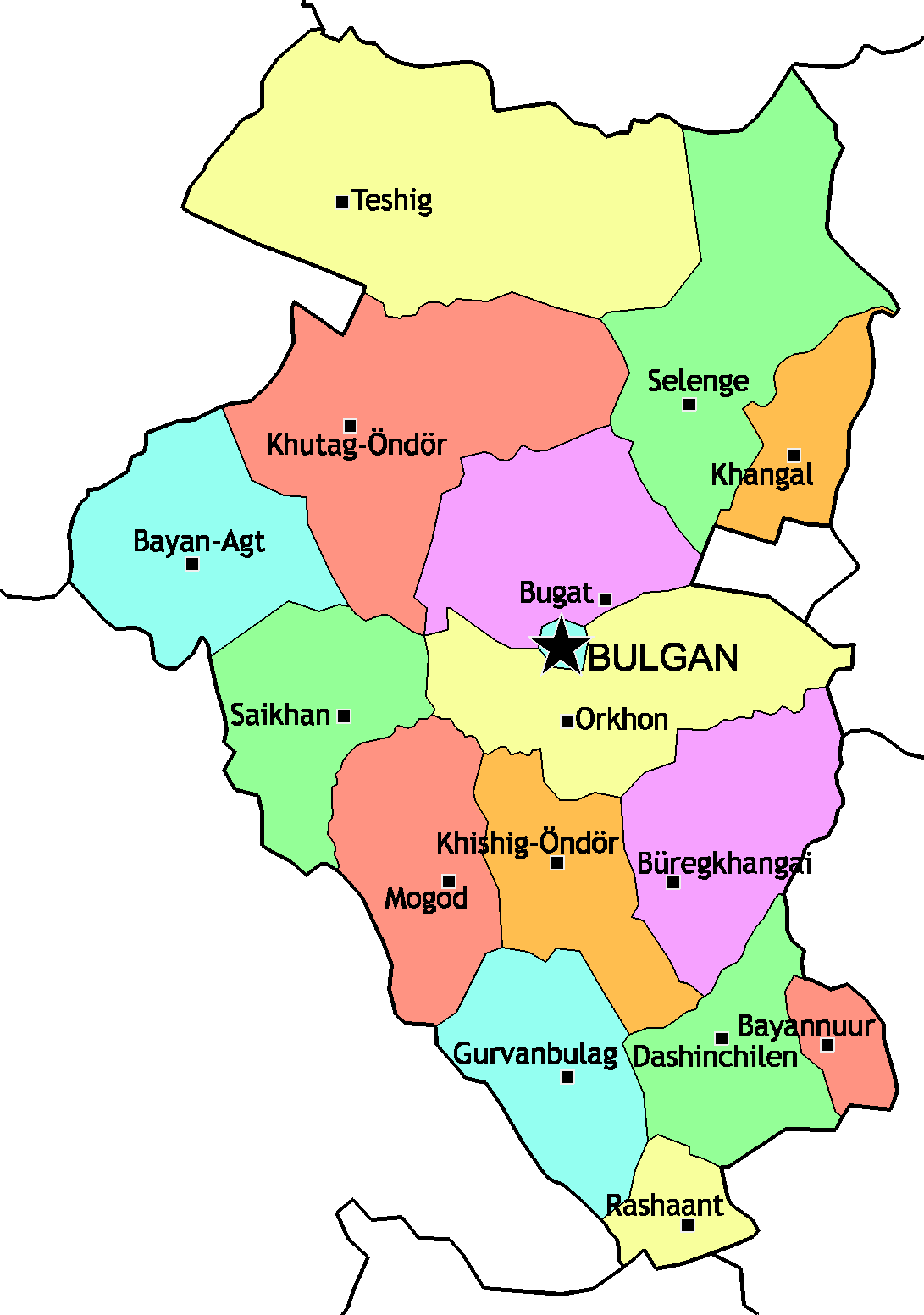
Bulgan tartomány járásai

| Járás             | Mongol nyelven  | Népesség (2005) |
| ----------------- | --------------- | --------------- |
| Bajan-Agt járás   | Баян-Агт сум    | 2823            |
| Bajannúr járás    | Баяннуур сум    | 1303            |
| Bugat járás       | Бугат сум       | 1799            |
| Bulgan járás      | Булган сум      | 11 984          |
| Büreghangaj járás | Бүрэгхангай сум | 2123            |
| Dasincsilen járás | Дашинчилэн сум  | 2422            |
| Gurvanbulag járás | Гурванбулаг сум | 3221            |
| Hangal járás      | Хангал сум      | 4442            |
| Hisig-Öndör járás | Хишиг-Өндөр сум | 3057            |
| Hutag-Öndör járás | Хутаг-Өндөр сум | 4236            |
| Mogod járás       | Могод сум       | 2609            |
| Orhon járás       | Орхон сум       | 2941            |
| Rasánt járás      | Рашаант сум     | 3206            |
| Szajhan járás     | Сайхан сум      | 3685            |
| Szelenga járás    | Сэлэнгэ сум     | 3057            |
| Tesig járás       | Тэшиг сум       | 3520            |